# ريد أندرسون (لاعب كرة قاعدة)
ريد أندرسون (بالإنجليزية: Red Anderson)‏ هو لاعب كرة قاعدة أمريكي، ولد في 19 يونيو 1912 في لوتون في الولايات المتحدة، وتوفي في 7 أغسطس 1972 في سيوكس سيتي في الولايات المتحدة.

## وصلات خارجية
- ريد أندرسون على موقعبيزبول رفرنس.كوم (الدوري الرئيسي) (الإنجليزية)
- ريد أندرسون على موقعبيزبول رفرنس.كوم (الدوري الثانوي) (الإنجليزية)
- ريد أندرسون على موقع مشجعي الرسوم البيانية (الإنجليزية)